# سیلوان ایبانکس بلیک
سیلوان ایبانکس بلیک (انگلیسی: Sylvan Ebanks-Blake؛ زادهٔ ۲۹ مارس ۱۹۸۶) یک ورزشکار اهل بریتانیا است.
از باشگاه‌هایی که در آن بازی کرده‌است می‌توان به منچستر یونایتد، ولورهمپتون واندرز، باشگاه فوتبال پلیموث آرگیل، ایپسویچ تاون، پرستون نورث اند، باشگاه فوتبال چسترفیلد، و تیم ملی فوتبال زیر ۲۱ سال انگلستان اشاره کرد.
وی همچنین در تیم ملی فوتبال زیر 21 سال انگلیس بازی کرده است.